# ビッグマウス
ビッグマウスは、上井文彦の個人事務所。

## 歴史
2004年10月、新日本プロレスでマッチメイカーを務めていた上井文彦が退社。11月、「本当のストロングスタイルを作りたい」という思いから設立。
ビッグマウスには、怪我からの長期離脱もあり新日との契約を満了していた村上和成と、ホープと言われていた「上井の秘蔵っ子」の柴田勝頼が移籍。また後の目標として上井は、それまでK-1と武藤敬司が開催していた「ファンタジーファイトWRESTLE-1」の名を使い、プロレス団体の枠を越えたシングルトーナメント戦を行うことを発表。
2005年8月4日、「WRESTLE-1 GRAND PRIX 2005」1回戦を、K-1を主催するFEGとの共催で開催（両国国技館）。全日本プロレス、プロレスリング・ノアなどの団体が協力して行われており、10月2日にはGP2回戦が国立代々木競技場で開催されたが、FEGの谷川貞治によると、ジャマールがWWEに復帰したことや、全日本を始めとする各団体の社員の退社などにより継続が不可能になったため、次回の開催がなくなった。
FEG・谷川との関係は深く、K-1（FEG）が運営する総合格闘技興行「HERO'S」は、ビッグマウスが主催しており、ビッグマウス・ラウドのスーパーバイザーである前田日明が、HERO'Sでもスーパーバイザーを務めた。前田がビッグマウス・ラウドを離れてからは、前田自身はHERO'Sに関わり続けたが、ビッグマウスは主催から外れている。

## 所属選手
- 木戸修

## ビッグマウス・ラウド
ビッグマウス・ラウドは、かつて存在した日本のプロレス団体。ビッグマウスの関連会社。

### 歴史

#### 前田日明との提携
2005年1月、前田日明がスーパーバイザー、船木誠勝がコーチ、ビッグマウス代表の上井文彦がプロデューサーに就任。前田は記者会見で、「本当のストロングスタイルを作りたい」という上井の信念に共感して、総合格闘技でも通用するプロレスラーを作るとコメントした。
前田と関係が深い真樹日佐夫と、前田の大ファンだと公言していた横峯良郎らが顧問を務めて、「プロレスの再認識」と「リアルプロレス」を信念に掲げた。団体名の命名者は前田で、日本語に直訳すると「大ほら吹き」と訳される。
2005年9月11日、後楽園ホールで旗揚げ戦を開催。また、引退していた木戸修が「ビッグマウス」所属選手として復帰し、同じく引退していた船木が復帰することを宣言。また船木は、前田の「総合で通用するレスラー」作りにも協力することも同時に宣言した。
2006年2月26日、前田と船木が脱退。今後はUWFスタイルの再興に努めると発表。前田はビッグマウス・ラウドのために、未完成だったUWFスタイルを進化させた「スーパーUWF」というスタイルを完成させたが、上井は「（前田の提唱する）独自スタイルは出来ない」と最終的に答えたため、提携解消に至った。ビッグマウスとしての資金の不安定さ等を前田は露呈させたが、柴田に関しては、今後も船木と共に面倒を見続けることも表明した。
上井は「ひょうきんプロレス」のドン荒川や、「イス大王」の栗栖正伸といった選手を参戦させていることなどから、前田の総合格闘技志向とは正反対の方向性であり、決別は当然の結果であった。

#### 新日本プロレスとの絶縁
2006年3月19日、新日本・両国国技館大会での棚橋弘至対柴田勝頼の対戦が発表されたが、この試合自体については新日本が上井の携帯電話に「柴田棚橋戦、決まったから」と許可を得ず留守電で勝手に決めたことで上井は激怒してボイコット。これにより新日本とは絶縁すると思われたが、村上は新日本現場監督の長州力に完全決着という名での対戦を求めた。
絶縁と復縁、対抗戦という定石のアングルを展開。結局、新日本副社長の菅林直樹の口から絶縁に近いものが言い渡され、新日本との関係は終焉を迎えた。

#### 分裂
佐々木健介、高山善廣、鈴木みのるなど、前田との深い関係から敬遠していた選手が参戦するようになったが、前田の指摘にある上井の「浮気性」と、「村上と柴田が家の家賃も払えていない」ことに象徴される資金の不安定さがつきまとった。
団体名の通り、プランを吹聴してアングルを展開することは、従来の新日本のストーリー展開そのものであり、参加選手や試合内容を新日本のデッドコピー以上のものにすることが求められていた（当の上井はプロレス格闘技DXのコラムで「ほらを吹く余裕はない。必死なプロレスをやっていく」と話している）。
2006年8月20日、柴田が退団。9月13日、上井が失踪した。上井はその直後に、ビッグマウス・ラウドとは異なる新イベント「UWAI STATION」の開催を発表している。
村上は夕刊紙取材に対して「上井さんに重大な裏切りがあった」とコメントを出すなど分裂して、村上、臼田勝美、原学の第2次ビッグマウス・ラウドを歩むことになった。
2019年にフライデーのインタビューで前田と村上は、上井がビッグマウスの資金を持ち逃げしたと答えている。前田はギャラの未払いや社員の給料を前田が補填していたことを明かし、村上も、給料未払いにて裁判を起こしたが未だに上井が賠償判決に従っていないこと、ビッグマウス・ラウドに税金未納にて国税が入り、4,000万の借金を背負ったことを明らかにしている。上井自身もフライデーのインタビューにて上記の事実を認めているが、金を返すことには明確に否定している。

#### 再出発
9月、興行を開催できなくなったビッグマウス・ラウドは、負債を背負ったまま、事実上のファースト・オン・ステージ（FOS）傘下として再出発。資本関係は無いが、事務所はFOS社内に置かれた。
他団体への参戦を主に行い、グローバル・レスリング連盟には村上社長名義で加盟。2007年春の復活興行の開催を目指していた。なお復活興行ではFOSが運営を行うことを、FOS代表取締役の中村祥之が明言したが、結果、単独興行を行わないまま、2010年7月5日に解散した。

### 所属選手
- 村上和成
- 柴田勝頼
- 臼田勝美
- 原学

### スタッフ

#### スーパーバイザー
- 前田日明（リングス）

#### コーチ
- 船木誠勝（フリー）